# Conflit diplomatique Maroc-Espagne de 2007

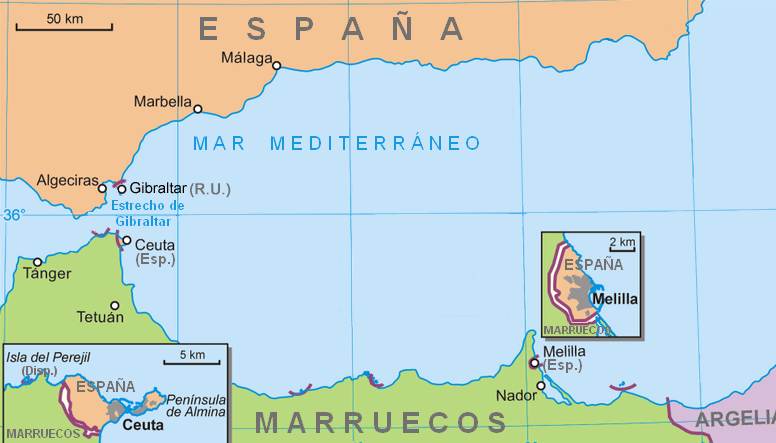
Ceuta et Melilla sur la côte nord de l'Afrique.

Le conflit diplomatique Maroc-Espagne de 2007 est une perturbation de courte durée des relations internationales entre le Maroc et l'Espagne survenue après l'annonce de la visite du roi d'Espagne dans les villes autonomes sous domination espagnole de Ceuta et Melilla, revendiquées par le Maroc.
Le différend démarre officiellement lorsque le gouvernement marocain rappelle son ambassadeur en Espagne, Omar Azziman. Selon une note diplomatique du ministère des Affaires étrangères et de la Coopération du Maroc, « L'annonce officielle vendredi de la malheureuse visite de Sa Majesté le Roi Juan Carlos Ier, les 5 et 6 novembre, dans les deux villes occupées de Ceuta et Melilla est une initiative regrettable, quels qu'en soient les motifs et les objectifs »,.
Après avoir fait état des appels de l'ambassadeur, le porte-parole en chef du gouvernement marocain déclare : « La balle est dans la campagne espagnole et nous espérons que ce pays prendra en considération les sentiments du peuple marocain et l'intérêt des relations et de la coopération bilatérales. ».
La visite royale a lieu dans les jours prévus, enregistrant un afflux de milliers de citoyens, ayant acclamé le roi tant à Ceuta qu'à Melilla,. Pendant ces jours, les autorités marocaines font de nombreuses déclarations à l'encontre de la visite. Le Premier ministre du Maroc, Abbas El Fassi, compare la situation dans les deux villes avec l'occupation israélienne des territoires palestiniens et le roi Mohammed VI qualifie la visite d'« acte dépassé et nostalgique d'une époque sombre »,. Le gouvernement espagnol, juste avant la visite et après les rapports de l'opposition marocaine, déclare par la voix de la vice-première ministre Maria Teresa Fernández de la Vega que la visite du roi d'Espagne était un acte « institutionnel normal ». Quelques jours plus tard, à l'initiative de certains groupes au Maroc, quelques centaines de personnes manifestent à Tétouan, ainsi que devant la frontière avec Ceuta et Melilla. Les autorités marocaines ont également interrompu les visites de haut niveau des autorités espagnoles dans leur pays.
Finalement, le ministre espagnol des Affaires étrangères, Miguel Ángel Moratinos, se rend à Rabat le 3 janvier 2008 pour rencontrer son homologue marocain, Taib Fassi Fihri, et lui remet une lettre personnelle du Premier ministre José Luis Rodriguez Zapatero au roi Mohamed VI, qui plaide pour des relations plus étroites entre les deux pays. Quatre jours plus tard, le ministère marocain des Affaires étrangères annonçait le retour de son ambassadeur à Madrid, mettant ainsi fin au conflit.

## Visite royale

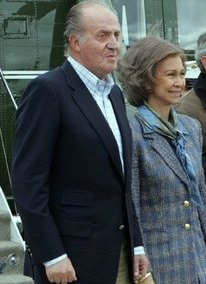
Le roi Juan Carlos Ier et la reine Sophie.

Le 30 octobre, le gouvernement espagnol annonce la visite du roi Juan Carlos Ier et de la reine Sophie à Ceuta et Melilla les 5 et 6 novembre. La veille, le Premier ministre José Luis Rodríguez Zapatero en avait fait part au leader de l'opposition Mariano Rajoy lors d'une cérémonie officielle, ce dont Rajoy s'était félicité.
Le roi d'Espagne n'avait pas visité Ceuta et Melilla pendant son règne. Le dernier antécédent du séjour du roi Juan Carlos Ier dans ces villes remontait à 1970, lorsqu'il entreprit une visite à Ceuta en sa qualité de prince des Asturies à l'occasion du cinquantième anniversaire de la Légion espagnole.
La dernière visite d'un chef d'État espagnol à Ceuta et Melilla était celle du roi Alphonse XIII, vu pour la dernière fois en 1927, et du président de la Seconde République, Niceto Alcalá-Zamora, le 4 novembre 1933.
Le roi d'Espagne devait se rendre dans la ville autonome de Melilla en 1997, à l'occasion du cinq centième anniversaire de la fondation de la ville, mais la pression des autorités marocaines a conduit à l'annulation de la visite.
Le 5 novembre, le roi et la reine d'Espagne sont restés cinq heures à Ceuta, où ils ont parlé devant l'Assemblée de la Ville autonome, où le monarque a déclaré qu'il « avait un engagement en suspens envers Ceuta ». Ni le roi, ni la ministre de l'Administration publique qui l'accompagnait, Elena Salgado, ni aucune autre autorité espagnole n'ont fait mention de la situation au Maroc. Le Roi est accueilli par 25 000 personnes.
Le 6 novembre, le roi se rend à Melilla et parle devant l'Assemblée. Il reconnait la loyauté des Melillans envers la Couronne. Il fait particulièrement référence au Maroc, mais déclare que « l'Espagne, à travers le respect mutuel, cultive des relations d'amitié sincère avec ses voisins ». Le nombre de personnes rassemblées pour accueillir le roi est estimé à 30 000.

## Contexte supplémentaire au conflit
Un mois avant l'annonce de la visite royale, le juge du Tribunal national d'Espagne, Baltasar Garzón, avait ouvert un dossier pour enquêter sur un prétendu génocide des Sahraouis par le Maroc, acceptant de traiter le procès intenté en 2006 par diverses associations de défense des droits de l'homme et des proches de prisonniers et de Sahraouis disparus, qui accusaient 31 hauts responsables de la sécurité marocaine. Le Maroc, quant à lui, est accusé de se ranger du côté du Front Polisario. Le porte-parole marocain a déclaré qu'« Il serait bien que le juge Garzon s'occupe un peu du respect des droits de l'homme à Tindouf ». Parmi les accusés figuraient Driss Basri et l'ancien ministre de l'Intérieur et général Housni Benslimane.
Comme le déclare Yassine Mansouri, chef des services secrets étrangers du Maroc, lors d'un séjour à Majorque, la détérioration des relations est également liée à la position du gouvernement espagnol et des autorités locales pour délier les croyants musulmans de Ceuta du ministère des Affaires religieuses de Maroc pour les rapprocher des mouvements comme le Tablig (Congrégation pour la propagation de l'Islam) ou les Frères musulmans. Mansouri en avait informé Alberto Saiz, directeur du renseignement national espagnol.
Cette position était due à la colère du roi Mohamed VI, selon Mansouri, il a rappelé que le roi du Maroc est le Commandeur des croyants et que de nombreuses mosquées de Ceuta avaient été rattachées à l' Union des communautés islamiques d'Espagne (UCIDE) (36 sur 40 communautés islamiques de Ceuta). L'image du leader de l'UCID à Ceuta, Laarbi Maateis, est associée aux mouvements islamistes radicaux du Maroc. De son côté, Laarbi Maateis a nié toute implication dans des mouvements fondamentalistes, indiquant qu'aucun membre du Tablig n'avait jamais été arrêté ni identifié comme suspect en lien avec le jihadisme. Il a également déclaré que les poursuites n'étaient pas compréhensibles « parce que le rite Maliki est pratiqué aussi bien ici que dans le reste de l'Espagne et du Maroc et que personne n'a essayé de changer cela, surtout parce qu'il semble être le meilleur pour la ville »,.

## Position du gouvernement marocain

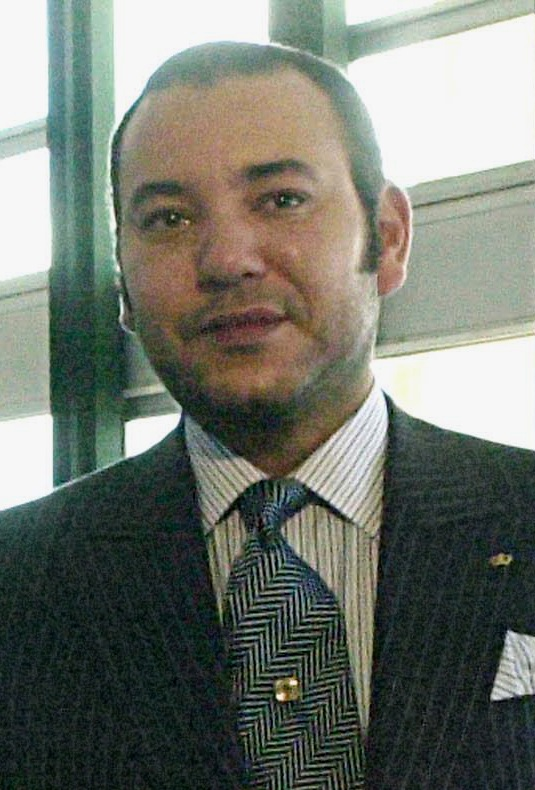
Le roi Mohamed VI.

Le Premier ministre du Maroc, Abbas El Fassi, avait déclaré au parlement marocain  que son gouvernement ne ménagerait pas ses efforts pour reconquérir les deux villes. Le lendemain, le 1er novembre, Abbas el Fassi demandait au roi d'Espagne de « renoncer » au voyage, tandis que le ministre et président du gouvernement marocain, Khalid Naciri, exprimait le « rejet total et la condamnation » de la visite royale aux villes marocaines « spoliés ». Abbas el Fassi avait cependant déclaré à l'époque à la presse espagnole qu'il n'y avait pas de coercition et que le conflit « doit être abordé avec intelligence, respect mutuel, dialogue et concertation ».
Le 5 novembre, alors que le roi Juan Carlos Ier était en visite à Ceuta, Abbas el Fassi compare la situation de Ceuta et Melilla à l'occupation israélienne de la Palestine lors d'une session extraordinaire du Parlement marocain pour discuter de la question.
La même opinion avait été exprimée par le chef du Parti islamiste marocain de la justice et du développement, Mustafa Ramid, en manifestant au Parlement que « les Marocains vivant sous la colonisation espagnole sont comme nos compatriotes palestiniens sous la colonisation israélienne ».

### Manifestations du roi Mohamed VI
Le 6 novembre, après avoir tenu un Conseil des ministres avant d'intervenir dans les actes de commémoration de la Marche verte au Parlement, le roi du Maroc Mohamed VI émet une sévère condamnation par la voix d'un porte-parole du personnel : 

« Strongly we express our strong condemnation and as firmly denounce this unprecedented visit. […] Given this act was to overcome a nostalgic and dark era, the Spanish authorities must assume their responsibility for the consequences that could jeopardize the future and the development of relations between both countries. […] »

Dans le même communiqué, Mohamed VI appelle à l'ouverture formelle des négociations sur les deux villes :

« It is well established that the best way to resolve conflict and manage this land requires respect for the virtues of an honest dialogue, frank and open about the future, a dialogue that ensures our right to sovereignty and to take into account the interests of Spain. […] Morocco has continued to demand an end to the Spanish occupation of Ceuta and Melilla and nearby islands in the plundered north of the kingdom. »

### Réactions du gouvernement marocain après la visite du Roi
Le 15 novembre, le porte-parole du gouvernement Khalid Naciri, à l'issue d'un Conseil de gouvernement, déclare qu'il espérait que les Espagnols « mettent la main dans la nôtre pour surmonter la crise et privilégier notre relation bilatérale. Les relations hispano-marocaines ont traversé une crise ». Ne fixez pas de date pour le retour de l'ambassadeur à Madrid, insistez sur la nécessité d'un dialogue entre les parties sur l'avenir des villes autonomes espagnoles et on espère pour l'avenir que « nos amis espagnols tiendront compte de nos sentiments, de nos sensibilité et nos revendications ; le but n'est pas de créer des difficultés mais de préserver nos relations ». Cependant, le 16 novembre, le gouvernement marocain suspend deux visites de haut niveau des autorités espagnoles : celle de la ministre des Travaux publics, Magdalena Álvarez, qui avait prévu de s'entretenir avec le ministre marocain de l'Équipement et des Transports Karim Ghellab au sujet de le tunnel ferroviaire de Gibraltar pour relier les deux pays à travers le détroit (une question sur laquelle tous deux travaillent officiellement depuis 2005, lorsque Tanger a traité de l'évolution des liaisons fixes entre l'Europe et l'Afrique et le chef d'état-major de l'armée espagnole, amiral Sebastian Zaragoza.

## Position du gouvernement espagnol
Le même jour, le 1er novembre, le ministre espagnol des Affaires étrangères, Miguel Ángel Moratinos, en visite dans la ville marocaine de Marrakech, apporte oralement au ministre marocain des Affaires étrangères Taïeb Fassi-Fihri, malgré les manifestations du Premier ministre, que le roi d'Espagne visiterait les villes de Ceuta et Melilla les 5 et 6 novembre comme prévu. Le même jour, lors de la comparution habituelle du gouvernement espagnol après la conclusion de la réunion ordinaire du Conseil des ministres, la deuxième vice-première ministre Maria Teresa Fernández de la Vega déclare que les relations avec le gouvernement marocain « étaient extraordinaires » et que le voyage du Roi s'inscrivait dans la « normalité institutionnelle ».
Le 3 novembre, le ministre de la Défense José Antonio Alonso, dans une déclaration à la Cadena SER, avait déclaré qu'il espérait l'appel de l'ambassadeur avant la rupture des relations diplomatiques, réitérant les paroles prononcées la veille par le vice-Premier ministre, la « normalité de la visite ».
Le ministre des Affaires étrangères exprime, le 14 novembre, sa confiance dans le retour de l'ambassadeur du Maroc à Madrid « dans les plus brefs délais ».

## Réactions politiques

### Réactions politiques en Espagne
Le Parti populaire et les partis politiques de la Gauche Unie, à travers respectivement Ángel Acebes et Gaspar Llamazares, annoncent leur soutien à la visite du roi d'Espagne à Ceuta et Melilla.
Le président de Melilla, Juan José Imbroda, déclare que « ce n'est pas le moment de faire des déclarations à consonance opposée », en référence à la position marocaine. La Coalition pour Melilla, le principal parti d'opposition à base musulmane de la ville autonome, se montre extrêmement satisfaite de la visite du roi, ajoutant que la présence du roi d'Espagne était une « dette historique dans cette ville et qui, de par cette formation, nous plaidons toujours pour la réalisation de la visite. ». De son côté, le président de Ceuta, Juan Jesús Vivas, a simplement publié un édit dans lequel il exhortait les citoyens à accueillir le roi, à l'honorer par la présence de Ceutans, et « vous vous honorerez, notre ville et notre pays bien-aimé. ».